# Javasparvuggla
Javasparvuggla (Glaucidium castanopterum) är en fågel i familjen ugglor inom ordningen ugglefåglar.

## Utseende och läte
Javasparvugglan är en liten knubbig uggla med sett stort runt huvud. Notera fint bandat huvud, bjärt kastanjebrunt på rygg och vingar samt vit undersida med långa bruna längsgående strimmor. Lätet består av en serie barbettliknande drillande skall som accelererar för att plötsligt avslutas. 

## Utbredning och systematik
Fågeln förekommer på Java och Bali. Den behandlas som monotypisk, det vill säga att den inte delas in i några underarter.

## Levnadssätt
Arten bebor skogar och skogsbryn från lågland till lägre bergstrakter. Olikt janusugglan är denna art huvudsakligen nattlevande. 

## Status
Arten har ett stort utbredningsområde och beståndet anses stabilt. Internationella naturvårdsunionen IUCN listar den därför som livskraftig (LC).